# 中谷翼
中谷 翼（なかたに つばさ、1984年9月30日 - ）は、大阪府枚方市出身の元プロ野球選手（内野手）。右投左打。現在は読売ジャイアンツの球団職員。

## 経歴

### プロ入り前
大阪府枚方市出身。招提中学時代はオール枚方ボーイズに在籍し1999年のジャイアンツカップに出場。高校は仙台育英高に進学し、2年時には二塁手として第73回選抜高等学校野球大会で準優勝を経験する。同期に矢貫俊之、菊池俊夫。
高校卒業後は立命館大学に進学（金刃憲人は同期）するが1年秋に中退。

### 四国IL・愛媛時代
大学中退後、社会人チームの採用もなかったが、進退をかけて臨んだ四国アイランドリーグの入団テストに合格し、2005年に、愛媛マンダリンパイレーツに入団。打率.296、本塁打5、打点38と、いずれの部門でもリーグ2位の成績を残す。盗塁はチームトップの21。二塁手としてベストナインも獲得。
同年の育成選手ドラフト1巡目で広島東洋カープから指名を受けて入団。背番号128は、愛媛時代の28に100を足したものであった。

### 広島時代
2007年2月18日の紅白戦で高橋建から左打者ながらレフトオーバーの2塁打を放つ。その10日後の2月28日に支配下登録をされ、背番号も128から56に変更。同年5月8日に一軍初出場を果たした。打撃の評価は高いものの、二軍では2007年に15失策、2008年に6失策を喫するなど守備に不安が残った。
2008年・2009年は一軍出場が無かった。
2010年、9月25日の阪神戦で初の先発出場を果たした。守備では内野フライを落球する失策を犯した一方で、打撃では一軍初安打と初打点を記録した。しかし9月末に右肘靭帯を負傷、10月に再建手術を受けて回復まで8か月以上を要すると見込まれた。そのため10月26日に戦力外通告を受け、支配下選手登録を外れた後11月16日に育成選手として再契約した。
2013年10月1日付で球団から2度目の戦力外通告を受けた。10月31日、自由契約公示された。

### 引退後
現役引退後は、読売ジャイアンツのブルペン捕手に転身した。
2018年1月1日付けで運営部に異動することが発表された。

## 選手としての特徴
俊足巧打が武器の内野手。高い打撃センスを誇り、プロ2年目の当時育成選手として参加した春季キャンプでは、中谷の打撃を見た主力選手の前田智徳が「なんであれで育成選手なんだ」と目を見張るほどであった。

## 詳細情報

### 年度別打撃成績
| 年 度     | 球 団     | 試 合 | 打 席 | 打 数 | 得 点 | 安 打 | 二 塁 打 | 三 塁 打 | 本 塁 打 | 塁 打 | 打 点 | 盗 塁 | 盗 塁 死 | 犠 打 | 犠 飛 | 四 球 | 敬 遠 | 死 球 | 三 振 | 併 殺 打 | 打 率 | 出 塁 率 | 長 打 率 | O P S |
| --------- | --------- | ----- | ----- | ----- | ----- | ----- | -------- | -------- | -------- | ----- | ----- | ----- | -------- | ----- | ----- | ----- | ----- | ----- | ----- | -------- | ----- | -------- | -------- | ----- |
| 2007      | 広島      | 2     | 2     | 2     | 0     | 0     | 0        | 0        | 0        | 0     | 0     | 0     | 0        | 0     | 0     | 0     | 0     | 0     | 0     | 1        | .000  | .000     | .000     | .000  |
| 2010      | 広島      | 2     | 5     | 5     | 0     | 1     | 1        | 0        | 0        | 2     | 1     | 0     | 0        | 0     | 0     | 0     | 0     | 0     | 1     | 0        | .200  | .200     | .400     | .600  |
| 通算：2年 | 通算：2年 | 4     | 7     | 7     | 0     | 1     | 1        | 0        | 0        | 2     | 1     | 0     | 0        | 0     | 0     | 0     | 0     | 0     | 1     | 1        | .143  | .143     | .286     | .429  |

### 年度別守備成績
| 年 度 | 球 団 | 三塁  | 三塁  | 三塁  | 三塁  | 三塁  | 三塁     |
| 年 度 | 球 団 | 試 合 | 刺 殺 | 補 殺 | 失 策 | 併 殺 | 守 備 率 |
| ----- | ----- | ----- | ----- | ----- | ----- | ----- | -------- |
| 2010  | 広島  | 1     | 0     | 2     | 1     | 0     | .667     |
| 通算  | 通算  | 1     | 0     | 2     | 1     | 0     | .667     |

### 記録
NPB
- 初出場：2007年5月8日、対中日ドラゴンズ6回戦（福山市民球場）、3回裏に青木高広の代打で出場
- 初打席：同上、3回裏に朝倉健太から一塁ゴロ併殺打
- 初先発出場：2010年9月25日、対阪神タイガース21回戦（阪神甲子園球場）、7番・三塁手で先発出場
- 初安打・初打点：同上、9回表に西村憲から右中間適時二塁打

### 独立リーグでの打撃成績
| 年 度     | 球 団     | 試 合 | 打 数 | 得 点 | 安 打 | 本 塁 打 | 打 点 | 盗 塁 | 犠 打 | 犠 飛 | 四 球 | 死 球 | 三 振 | 打 率 |
| --------- | --------- | ----- | ----- | ----- | ----- | -------- | ----- | ----- | ----- | ----- | ----- | ----- | ----- | ----- |
| 2005      | 愛媛      | 87    | 297   | 40    | 88    | 5        | 38    | 21    | 0     | 3     | 45    | 3     | 70    | .296  |
| 通算：1年 | 通算：1年 | 87    | 297   | 40    | 88    | 5        | 38    | 21    | 0     | 3     | 45    | 3     | 70    | .296  |

### 背番号
- 28 （2005年）
- 128 （2006年 - 2007年途中、2011年 - 2013年）
- 56 （2007年途中 - 2010年）
- 210 （2014年 - 2017年）